# Mianmar nos Jogos Olímpicos de Verão da Juventude de 2010
Mianmar participou dos Jogos Olímpicos de Verão da Juventude de 2010 em Cingapura. Sua delegação foi composta de apenas quatro atletas que competiram em quatro esportes.

## Atletismo
| Evento          | Atleta             | Qualificação | Qualificação | Final     | Final        |
| Evento          | Atleta             | Resultado    | Posição      | Resultado | Posição      |
| --------------- | ------------------ | ------------ | ------------ | --------- | ------------ |
| 1000 m feminino | Swe Li Myint Myint | 3:09.92      | 21º (9º q2)  | 3:09.58   | 7º (Final B) |

## Halterofilismo
| Evento             | Atleta          | Peso corporal (kg) | Arranque (kg) | Arranque (kg) | Arranque (kg) | Arranque (kg) | Arremesso (kg) | Arremesso (kg) | Arremesso (kg) | Arremesso (kg) | Total (kg) | Pos. final |
| Evento             | Atleta          | Peso corporal (kg) | 1             | 2             | 3             | Res.          | 1              | 2              | 3              | Res.           | Total (kg) | Pos. final |
| ------------------ | --------------- | ------------------ | ------------- | ------------- | ------------- | ------------- | -------------- | -------------- | -------------- | -------------- | ---------- | ---------- |
| Até 48 kg feminino | Kay Khine Khine | 45,33              | 50            | 55            | 58            | 55            | 65             | 70             | 70             | 65             | 120        | 7º         |

## Taekwondo
| Evento              | Atleta                | 1ª rodada                  | Quartas-de-final  | Semifinais  | Final       | Pos. final |
| ------------------- | --------------------- | -------------------------- | ----------------- | ----------- | ----------- | ---------- |
| Até 55 kg masculino | Naing Dwe Shein Shein | CGO Thierry Mabounda V 5-4 | SIN Jia Tan D 5-6 | Não avançou | Não avançou | 5º         |

## Tiro com arco
| Evento               | Atleta                    | Qualificatória | Qualificatória | 1ª rodada                                    | Oitavas-de-final   | Quartas-de-final   | Semifinais         | Final              | Pos. final |
| Evento               | Atleta                    | Resultado      | Pos.           | Oponente Resultado                           | Oponente Resultado | Oponente Resultado | Oponente Resultado | Oponente Resultado | Pos. final |
| -------------------- | ------------------------- | -------------- | -------------- | -------------------------------------------- | ------------------ | ------------------ | ------------------ | ------------------ | ---------- |
| Individual masculino | Aung Gyi                  | 412            | 31º            | KOR Park Min Beong D 0-6                     | Não avançou        | Não avançou        | Não avançou        | Não avançou        | 30º        |
| Equipes mistas       | Aung Gyi e KOR Ye Ji Kwak |                |                | ITA Gloria Filippi/ BLR Anton Karoukin D 0-6 | Não avançou        | Não avançou        | Não avançou        | Não avançou        | 16º        |